# Steinmetz Miklós
Steinmetz Miklós, oroszos formában Nyikolaj Sztyepanovics Steinmetz, gyakran csak Steinmetz kapitány (Pécs, 1913. október 4. – Pestszentlőrinc, 1944. december 29.) a szovjet hadsereg századosa, hadikövet. Budapest ostromakor, 1944. december 29-én Rogyion Jakovlevics Malinovszkij marsall üzenetét vitte a német parancsnokságra. Halálának pontos körülményei tisztázatlanok, a történész kutatók (Gosztonyi Péter, Ungváry Krisztián, Mihályi Balázs) több, egymásnak erősen ellentmondó verziót publikáltak.

## Élete
Steinmetz István 29 éves evangélikus MÁV-mérnök és a 34 éves izraelita Steiner Ilona gyermekeként született, a szülők megegyezése alapján a gyermek az apja vallását követte. Édesapja magas beosztású állami tisztviselőként dolgozott, majd a kommünbe került, később pedig együttműködött a Pécset megszálló szerbekkel. Amikor a szerb csapatok kivonultak, a családnak menekülnie kellett. Előbb Németországba, 1921-ben Argentínába, majd 1932-ben pedig a Szovjetunióba vándoroltak ki. Steinmetz Miklós ennek köszönthetően megtanulta a spanyol, a német majd pedig az orosz nyelvet, a Szovjetunióban pedig bekapcsolódott a Komszomol munkájába.
1936 és 1938 között „önkéntesként” harcolt a spanyol polgárháborúban a köztársaságiak oldalán, a nemzetiek győzelmét követően rövid időn belül kényszerlakhelyre internálták. Ezután a második világháborúban immár valóban önkéntes tisztként szolgált a szovjet hadseregben, Malinovszkij 2. ukrán frontjához osztották be. 1944 decemberében került Gyömrőre a 317. lövészhadosztály politikai tisztjeként.

### Halála
A II. ukrán front megadásra szólította fel a körülzárt német csapatokat, hogy Budapest lakosságát megkímélje. Rogyion Jakovlevics Malinovszkij marsall az ultimátummal két századosát, Budán Ilja Afanaszjevics Osztapenko kapitányt, Pesten pedig Steinmetz kapitányt küldte el hadikövetként a német csapatok parancsnokságára, Karl Pfeffer-Wildenbruch SS tábornokhoz, a német csapatok főparancsnokához.
N. A. Nyecseporuk, a 66. gárda-lövész-hadosztály helyettes törzs-főnöke volt, aki Steinmetz útjának megszervezéséért felelt. Nyecseporuk alezredes emlékezése szerint, amikor elindultak: „Steinmetz a gépkocsi mellett állt, én pedig felderítőimmel jól megerősítettem a két nagy fehér zászlót, az egyiket hátul, a másikat elől, a kocsi porvédő üvegénél.” Steinmetz 1944. december 29-én Vecsés felől, három társával együtt egy fehér zászlós gépjárművel indult a németekhez. Literáti-Loótz Gyula, egy magyar páncéltörő ágyús század parancsnoka szemtanúként azt látta és tanúsította, hogy Pestszentlőrinc főterén a szovjet dzsip aknára futott a sakktáblaszerűen elhelyezett robbanószerkezetek egyikén, a védők ugyanis ezzel a módszerrel akarták lelassítani támadásba lendült szovjet harckocsikat. A robbanás következtében a botra erősített fehér zászló nagy ívben repült át a téren és komoly tűzpárbaj keletkezett. Steinmetz halálát a robbanás okozta, a boncolás során a testéből több repeszdarabot és két géppuskalövedéket távolítottak el.
A mítoszteremtés is megindult: az Új magyar lexikonban , a Magyar életrajzi lexikonban és az Utcák, terek, emberek (1973) című kiadványban is az olvasható, hogy a németek nyitottak rájuk tüzet és a fehér zászlóval közeledő Steinmetzet és három társát meggyilkolták. Ugyanez az állítás olvasható („előre megfontoltan aljas módon ölték meg a szovjet parlamentereket Budapest körzetében”) Mayer Mária tanulmányában is.

## Emlékezete
Magyar kapcsolatainak köszönhetően nem jeltelen tömegsírba helyezték, hanem először Ecseren, később pedig Gyömrőn temették el. Harmadik alkalommal 1946-ban a vecsési útelágazásnál a Mikus Sándor alkotta szobor alá helyezték „örök” nyugalomra. Az emlékművet 1948. december 29-én avatták fel. Az eredetileg kétalakos emlékművet az 1956-os forradalom idején felrobbantották. A forradalom után Mikus Sándor újraalkotta, de már csak egy egyalakos változat készült. Az 1989-es rendszerváltást követően ismét eltávolították a szobrot, és Steinmetz földi maradványait a temetkezési intézetbe vitték. A negyedszeri temetéshez hozzájárult a szovjet követség, és az antropológiai vizsgálat során arra is fény derült, hogy a csontvázon elsődleges sérülés nem volt található. Így megállapították, hogy a kapitány halálát sem löveg-, sem pedig géppuskatűz, hanem a légnyomás okozhatta.
Pécsi szülőházának falán 1975 óta egy bronz fali kisplasztika őrzi emlékét, amelynek felirata: „E házban született Steinmetz Miklós kapitány, parlamenter. Életét áldozta hazánk felszabadulásáért.”
Ecseren egy utca viseli a nevét. (Steinmetz Kapitány utca)

## Képek

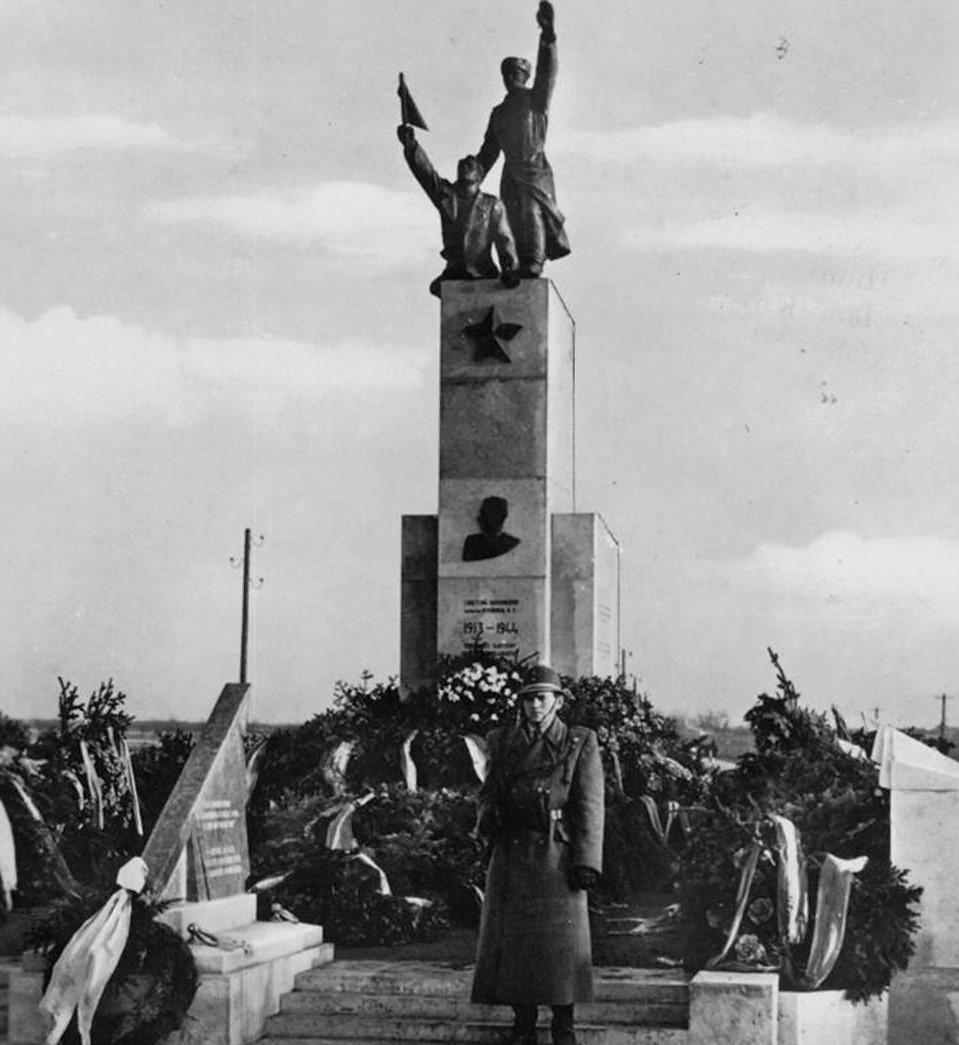
Az eredeti, kétalakos emlékművet 1948 december 29-én, a haláleset negyedik évfordulóján avatták fel
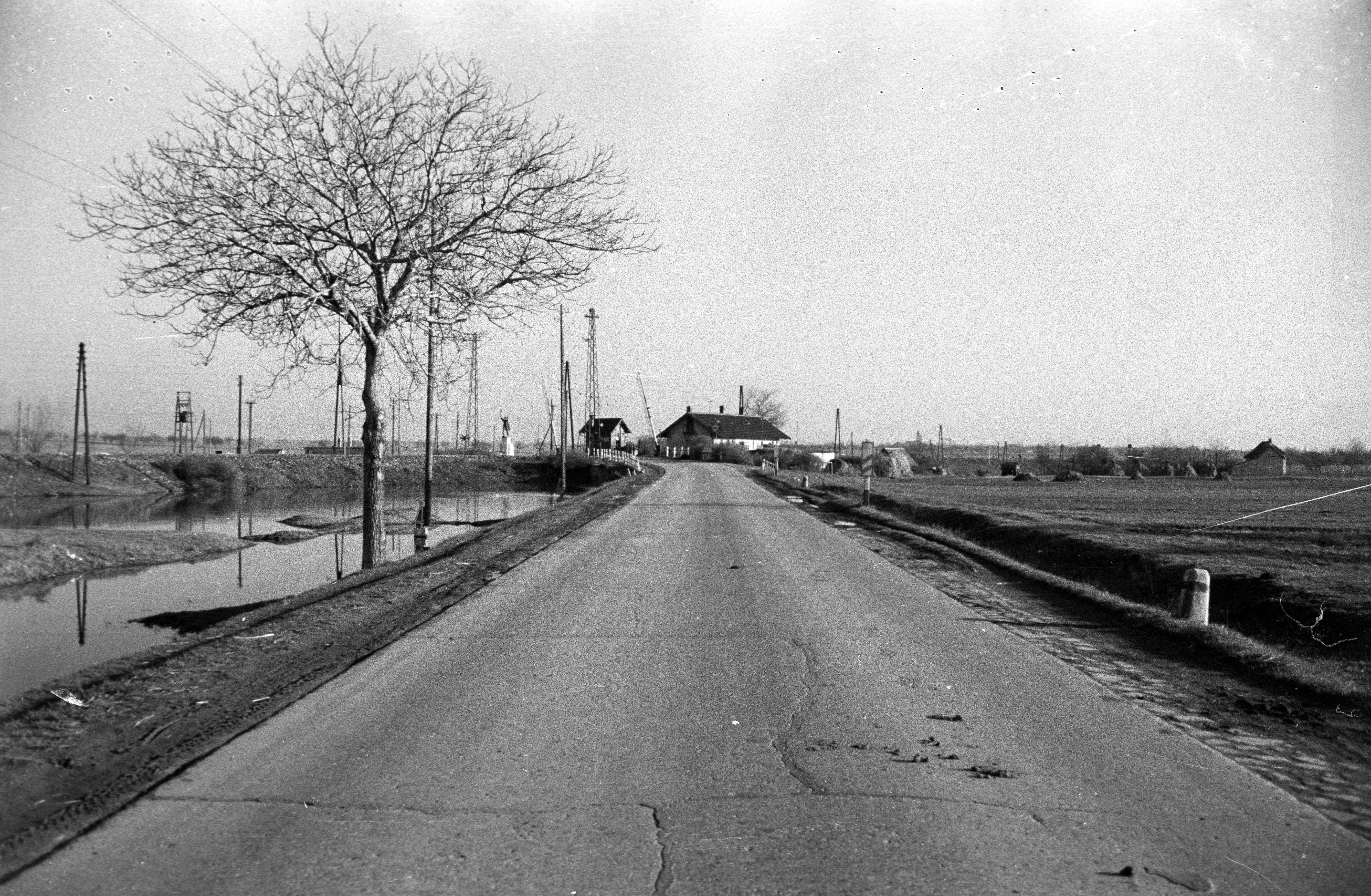
Nyikolaj Sztyepanovics Steinmetz szovjet parlamenter emlékműve Budapest és Vecsés határán (1960)
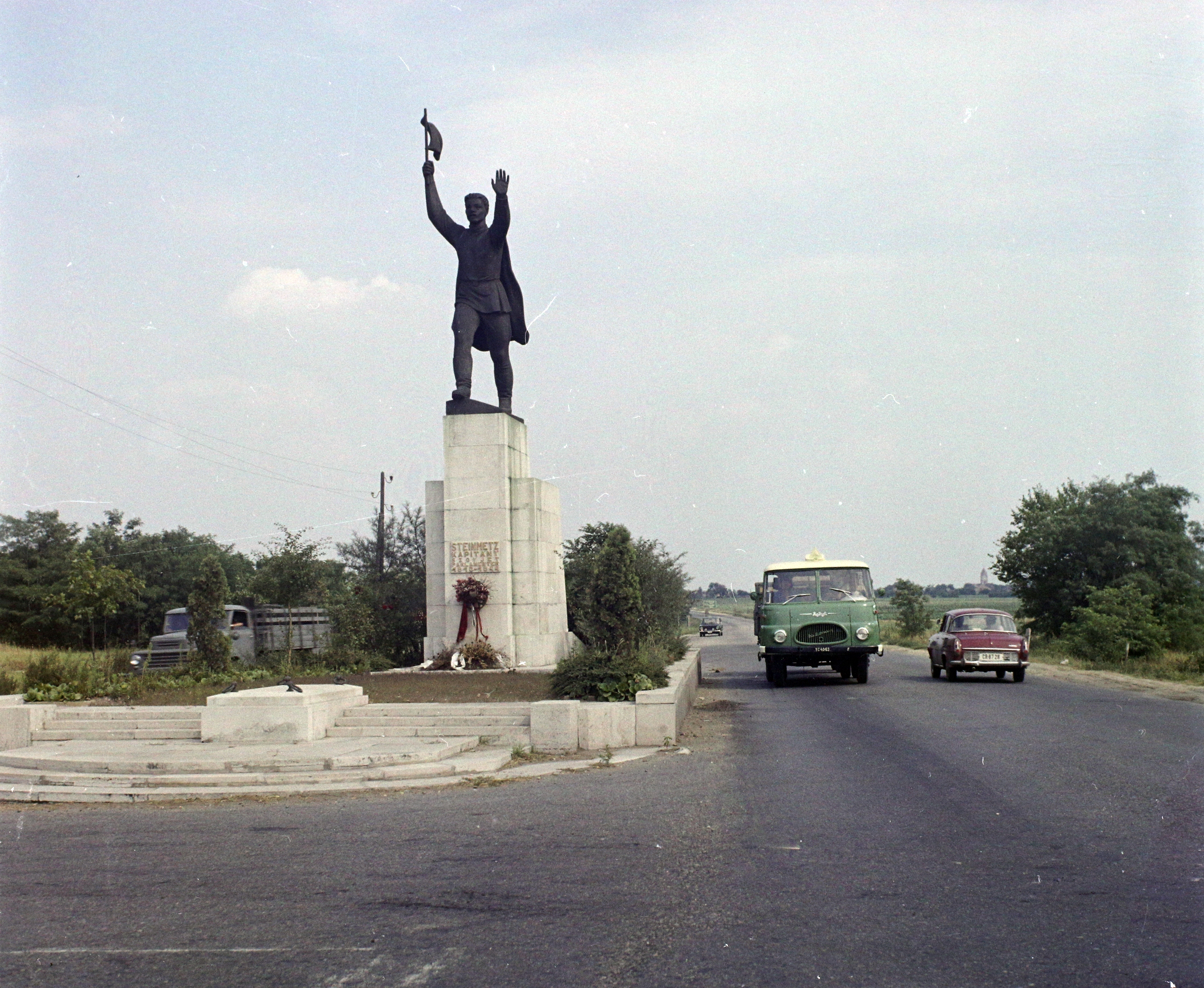
A Steinmetz szobor 1974-ben Vecsés határában, Mikus Sándor alkotása, 1958
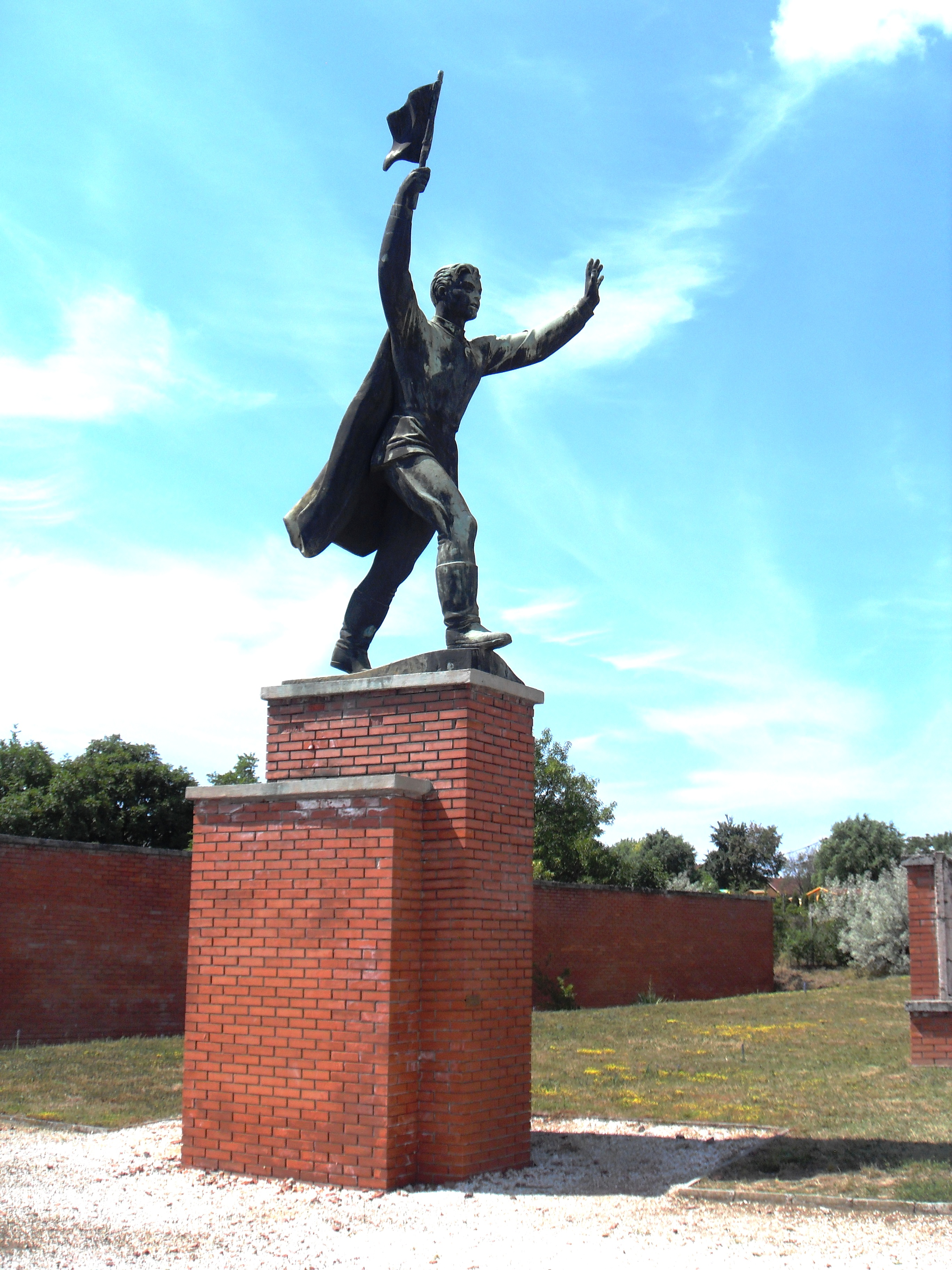
Az emlékmű a Memento Parkban (2011)
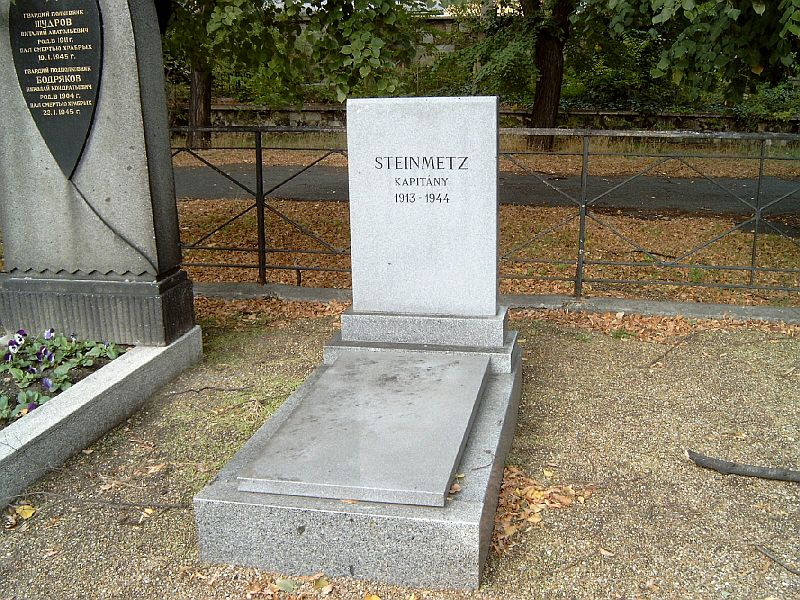
Sirja Budapesten, a Fiumei úti sírkert szovjet katonai parcellájában